# Raška (città)
Raška (in serbo Рашка?) è una città e una municipalità del distretto di Raška nella parte centro-meridionale della Serbia centrale, al confine con il Kosovo. È situata sulle rive dei fiumi Ibar e Raška, che ivi confluiscono (frazione di Supnje).